# 伊南娜

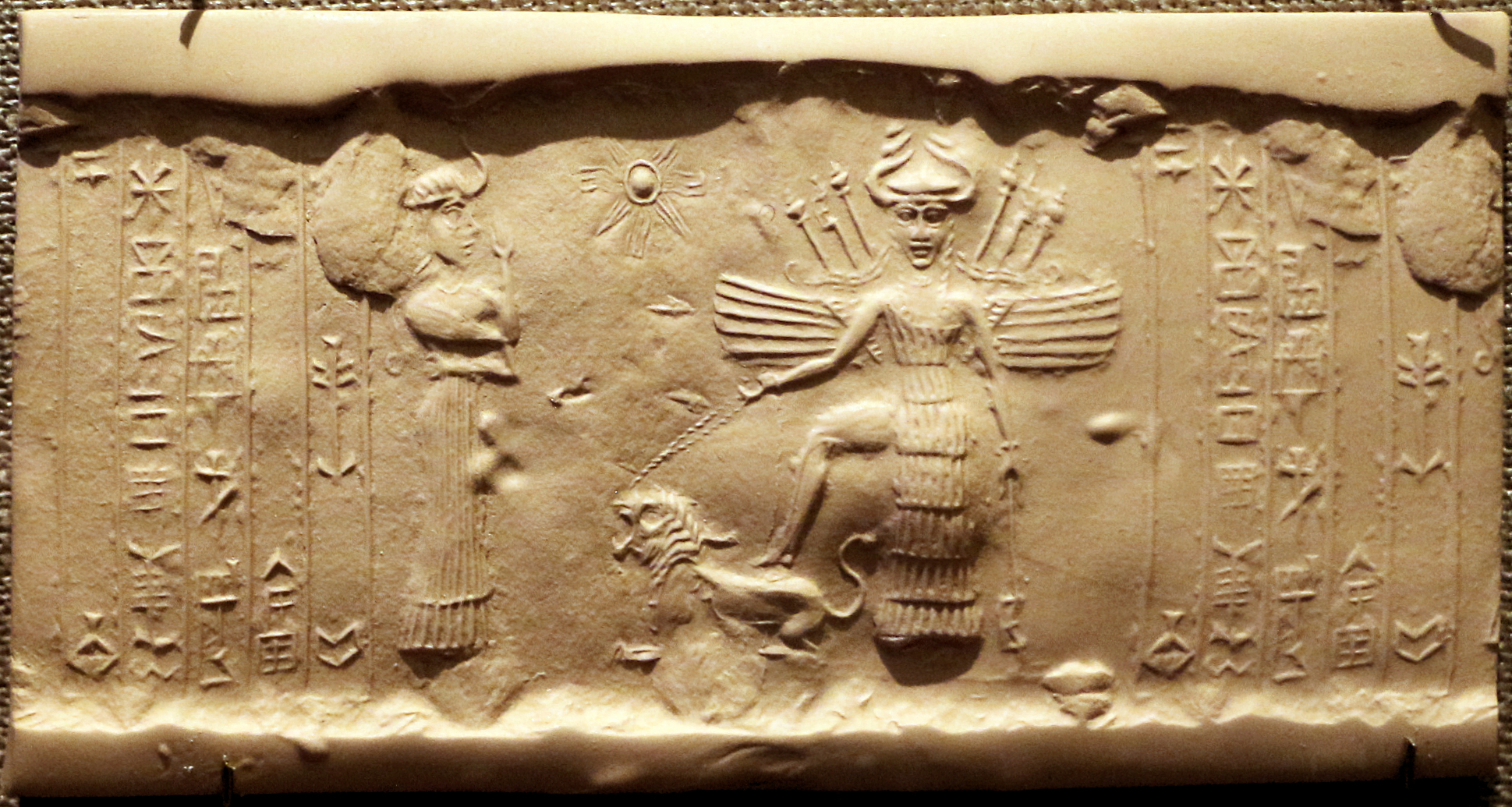
背中带翼，双手持有武器，常以獅子為伴的伊南娜。她的侍女宁舒布尔在一旁膜拜她。

伊南娜（Inanna，楔形文字：𒀭𒈹  DMUŠ3）亦稱做伊絲塔（Ishtar），是蘇美神話系統裡面的「聖女」、「天之女主人（天后）」，主司性爱、繁殖和战争，同时也是金星的代表神，并且还与正义、政权相关。希臘神系的愛與美之女神阿芙蘿黛蒂、羅馬時代的維納斯以及腓尼基阿斯塔蒂（Astarte）女神被當作神話之間互相吸收的同一位女神，希臘神系的阿芙蘿黛蒂其戰爭神格和地位則被雅典娜女神所取代。
正统谱系中伊南娜是月神南纳和宁伽勒女神的女儿，与太阳神乌图是孪生兄妹，但因為每個時代信奉的至高神不同，伊南娜的父母在每個版本都不同，有時候是恩基之女，有時則是安努之女。其它他兄弟姐妹还有伊什库尔和埃列什基伽勒。
伊南娜的形象在不同的地域和时代都有着很广泛的影响力，后来中东和地中海等地区的许多女神皆以她为原型。伊南娜在后来进入了阿卡德神系，被称为伊絲塔；在黎凡特，她又被称为阿斯塔蒂，并从中抽出了她战神的属性，被阿纳特女神取代。包括希腊神话的阿芙蘿黛蒂、雅典娜、瑞亚、库柏勒；印度神话的雪山神女、難近母、迦梨、吉祥天女；北欧神话的弗丽嘉、弗蕾亚以及埃及神话的伊西斯、哈托尔、塞赫麦特；中國神話的西王母等女神均可能是以伊南娜为原型。

## 起源
伊南娜的名字在蘇美語中，通常讀為“宁·安娜（nin-anna）”，可以拆解成nin（「女士」、「女王」或「女主宰」）-an（「天」、「天堂」或「安努神」）-a(k)（屬格結尾），所以全名就是「天女」、「天之女主宰」或「女性的安努神」的意思，與蘇美語中的月神南納非常接近，有可能在口耳傳說上是同源的，而這個女神的西台名字叫做汉娜汉娜（Hannahanna），Hahhah在赫梯語是「母親」的意思。某些傳說中，伊南娜是創造神纳木（Nammu/Namma）的孫女。

## 形象

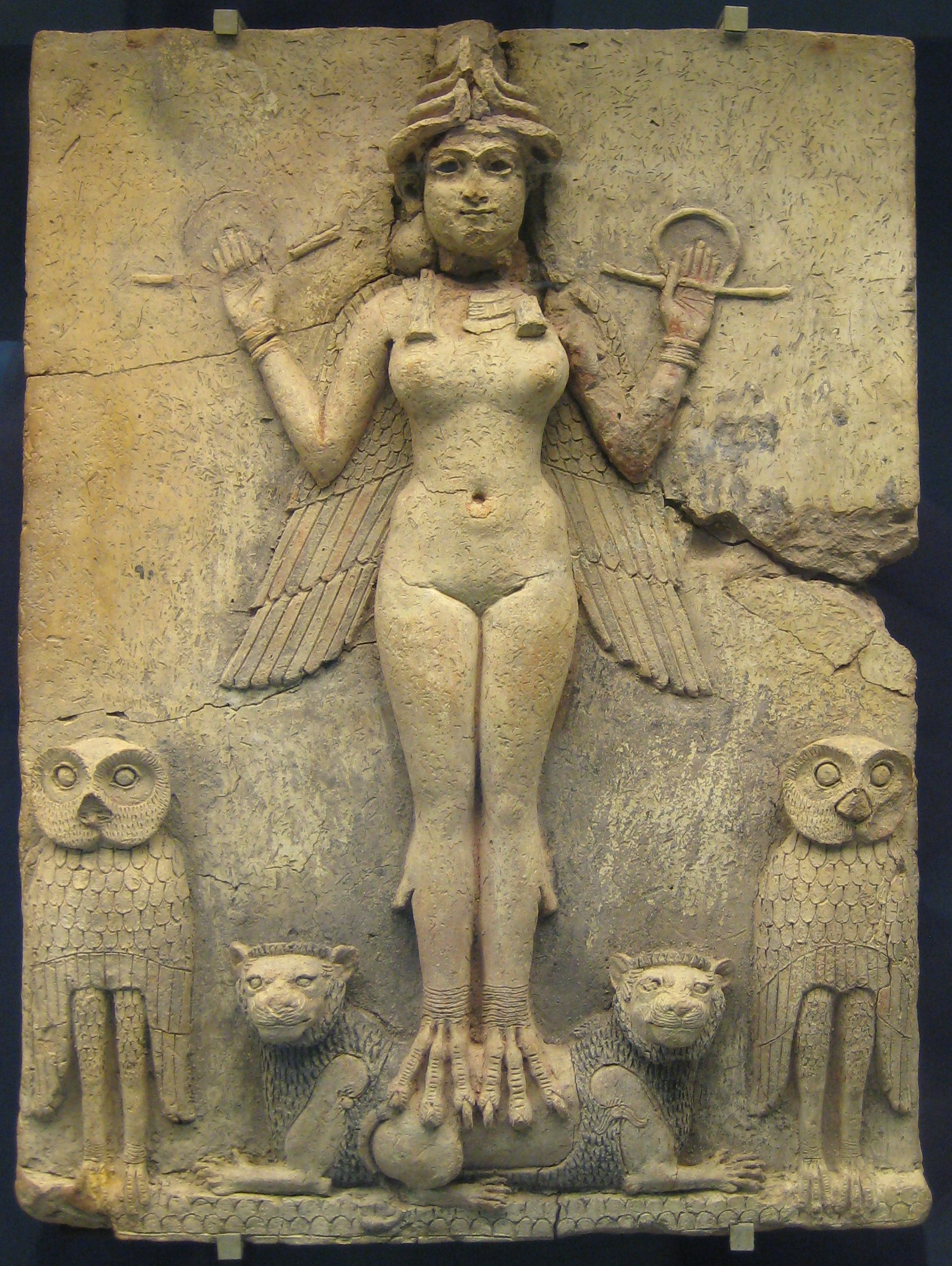
伯尼浮雕《黑夜女王》（公元前19或18世纪出土、大英博物馆收藏）
浮雕上描绘着一个人首鸟身形象的女神，被认为是伊絲塔（伊南娜）、莉莉丝或埃列什基伽勒。她踩在两只狮子的背上，左右两侧有猫头鹰相伴。

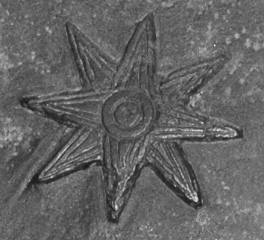
乌鲁克遗址中代表金星女神伊南娜的八角星标志，现藏于法国卢浮宫。

伊南娜的形象始終是個美丽性感的少女，在蘇美系統的藝術中，伊南娜是背上带有一对翅膀，双手握着武器的战斗女神。她經常和獅子（力量的象徵）一起出現，并常常站在兩頭母獅子的背上，赫梯神話中的库柏勒也是以獅子為象徵。伊南娜在楔形文字裡的代號是打結的勾狀蘆葦。古代苏美尔人认为，伊南娜是金星的女神，传说她的出现常伴有太阳的光辉。

## 神性
伊南娜被誉为“天后、天之女主人（Queen of Heaven）”，掌管性爱、繁殖和战争。伊南娜掌握着河流甜水和能生育的男性精液。作为性爱与爱欲的女神，她拥有包括神与人类在内的无数情人和仰慕者因此伊南娜还有一个称号叫“天界的妓女（天之娼妇）”。同时作为掌管戰爭的女神，伊南娜具有威严和暴力的特质，但和平的時刻裡她也不會休息，每天在路上找年輕的男子交合，和人类男子交合时需要象征生命的水。
位于如今伊拉克南部的古乌鲁克城，是伊南娜女神的崇拜中心，这个古城也被称为“妓女的圣城”，原因是人们也相信伊南娜女神是妓女和酒馆的保护神。

## 祭祀
伊南娜的神廟稱做伊安娜神廟（英語：Temple of Eanna，蘇美語：e-anna，楔形文字：𒂍𒀭 E2.AN），意思為「天堂之屋」或是「安努神之屋」，烏魯克（Uruk）城的伊安娜神廟是最大的一間，這裡拜的伊南娜很可能本來是安努神，不過改祭祀女神以後，女祭司就開始以祭祀的名義为朝拜者提供性服务，每年春分（金星升起時）的新年（Akiku）慶祝大典之前，祭司會在床上進行象徵「聖婚」的儀式，事實上就是性交，藉由與代表伊南娜的女祭司交合來得到祝福。因此世界上最早的妓女“圣妓”就此出现。
在乌尔城有一個文献如此描述杜木茲和伊南娜的神聖婚姻儀式：“在一個沒有月亮的白天，在新年的那一天，在舉行儀式的那一天，他們為女神鋪床。他們把香精灑在草上，再把草鋪到她的床上。婚姻顯得喜氣洋洋。聖潔的伊南娜給自己全身抹上香皂進行沐浴，把油膏和香精灑到地上。國王揚着頭走向潔淨的女神，走向伊南娜。阿瑪-烏庫姆伽爾-阿納與她結合，從她那得到愉悅和滿足。”

## 神話

### 伊南娜和恩基的故事
恩基（Enki）是住在埃利都（Eridu）的智慧之神，伊南娜曾經勾引他並將他灌醉，成功地從他那裡騙走許多密（Me，代表神聖與文明力量的徽章，恩基的工作之一就是守護這些寶物）带回烏魯克，酒醒後的恩基派遣麾下的水生動物追擊女神，甚至包括海怪阿普卡魯（Abgallu，Ab=深淵 gal=大 lu=人），沿着幼發拉底河搜尋伊南娜的蹤跡，不過沒有收穫。這個故事很可能从侧面反映埃利都（恩基的城市）的沒落以及烏魯克（伊南娜的城市）的興起。雖然這則故事中沒有提到兩位神明後續如何，但從其他紀載來看，恩基最後原諒了伊南娜。

### 伊南娜女神赞歌
苏美尔时代的泥板文书《伊南娜女神赞歌》中描述，伊南娜是大女神宁伽勒所生，宁伽勒用她自身的美貌使伊南娜变得更加迷人，还赋予了她像龙一样的飞行速度。伊南娜乘着南风，从阿勃祖（原始甜水之渊。字面意思为“精液池”、“深水池”或“地下淡水”）那里获得了神圣的力量。伊南娜是双手握着七歧蛇杖(cita)和狮子权杖(mitum)这两种象征王权和力量的锤矛从母胎内生出来的，这使她的神力在天上胜过一切。伊南娜的父亲恩利爾把一座伟大的山交给她来管辖，当阿玛-乌库姆伽尔-阿纳（Ama-ucumgal-ana）国王来到这片土地上过夜时，他成为了伊南娜心中的至爱，伊南娜允许他坐在自己神圣的宝座上。伊南娜在战场上无人能敌，她辅佐阿玛-乌库姆伽尔-阿纳，并把自己的力量赐给他，帮助他摧毁了叛军的土地和房屋，还挥舞闪耀的七歧蛇杖杀死了无数的敌人，阿玛-乌库姆伽尔-阿纳同时也为了伊南娜的威严而战斗，最终伟大的英雄为伊南娜赢得了荣耀。
阿玛-乌库姆伽尔-阿纳就是伊南娜的丈夫杜木茲，文中试图通过阿玛-乌库姆伽尔-阿纳的英勇间接赞美了伊南娜的伟大和荣耀。文中还提到伊南娜是祖恩（Suen）的伟大的女儿，她升上天界，散发出令人恐惧的光芒。文中将祖恩和恩利爾都称为伊南娜的父亲，实际上伊南娜是祖恩（南纳）和宁伽勒的女儿，对恩利爾只是敬称为父亲。

### 伊南娜和生命之树
在《伊南娜和生命之树》（Inanna und der Huluppu-Baum）的故事中伊南娜是天后，也是太阳神乌图的妹妹，而美索不达米亚传说中最强大的女恶魔莉莉丝则是她的敌人。伊南娜为了得到璀璨的宝座和闪耀的床，将生长在幼发拉底河畔的一颗独一无二的生命之树从河滨拔起，把它带到乌鲁克去，将其种在神圣的花园里，打算自己精心照料这棵树，好得以实现她的美好计划。然而邪恶的魔女莉莉丝和她那条无法驯服的大蛇分别在这颗生命之树的树根和枝干里住了下来，因此彻底扰乱了伊南娜的计划。为了赶走莉莉丝和大蛇，伊南娜向她的哥哥乌图求助，但是乌图并没有理会她。伊南娜转而向吉尔伽美什求助，吉尔伽美什愿意出手帮助伊南娜。他挥动青铜斧踏入伊南娜的花园砍死了那条无法驯服的大蛇，莉莉丝也因此捣毁了自己的巢穴，逃进了荒野里。这时，吉尔伽美什才得以拔起生命之树的树根，与同来的乌鲁克子民们一同砍下那些树枝，为伊南娜雕造了精美的宝座和闪耀的床。为了表示感谢，伊南娜用生命之树的一部分根和枝制成了轮(Pukku)和棒(Mikku)赠送给了吉尔伽美什。

### 伊南娜下冥界

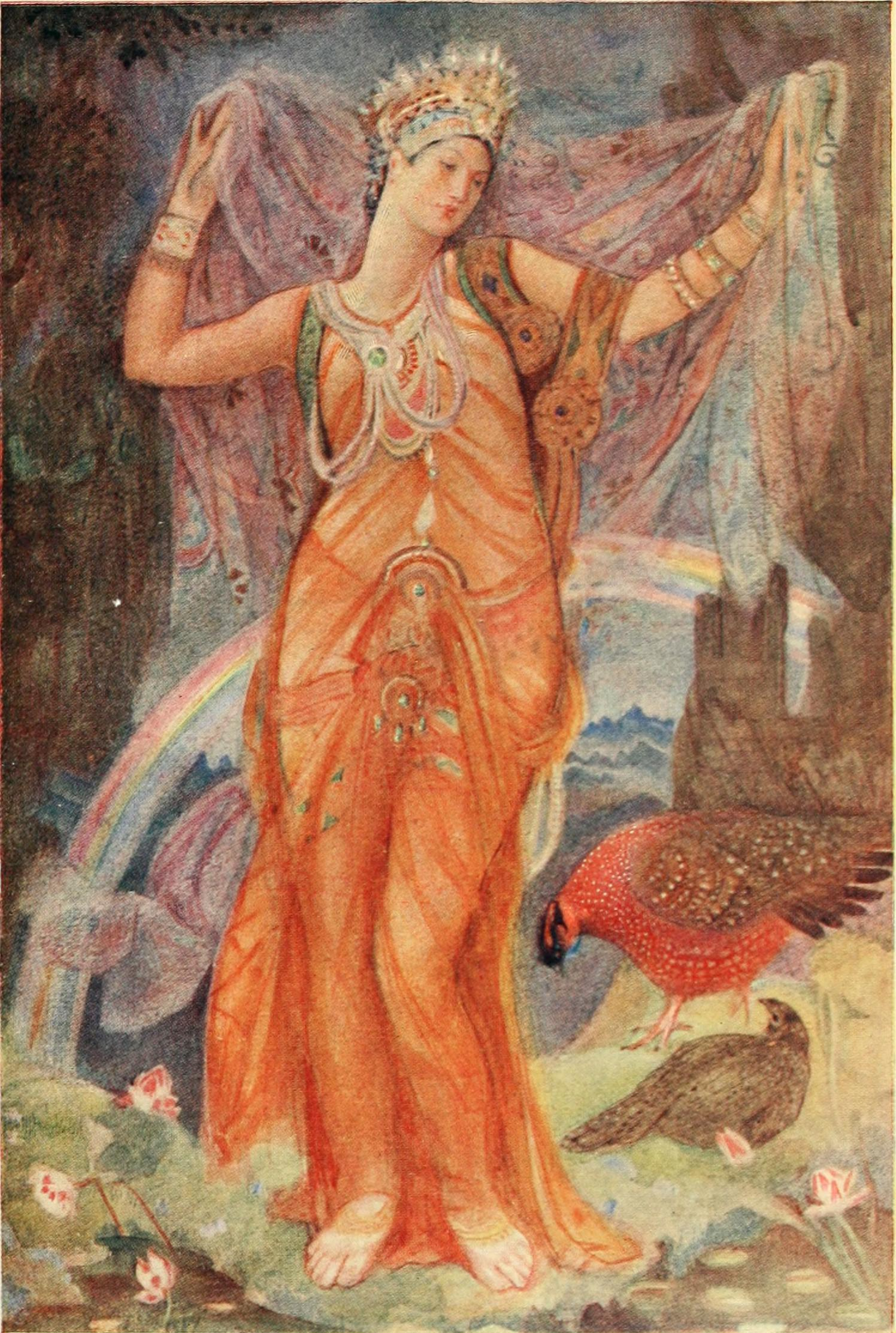
从刘易斯·斯宾塞的著作《巴比伦和亚述的神话和传说》（1916年）中取材的一幅描绘伊南娜下冥界的现代插画。伊南娜穿戴着象征她七种神圣力量的饰品来到冥界，冥界的守门人奈提（Neti）在埃列什基伽勒的指示下，在伊南娜穿过每一道大门时取下一件她身上的饰品，当穿过冥界的第七道大门时，她赤裸着来到了埃列什基伽勒的面前，此时的伊南娜失去了七种神圣的力量，已经法力全失。

關於伊南娜的傳說最有趣的部分就是她墜入冥界的故事。伊南娜为了夺取她姐姐埃列什基伽勒的权力而下到冥界，埃列什基伽勒关上冥界的七道门，每当伊南娜打开一扇门就会被冥界的守门人从身上取下一件象征神权和力量的装饰物，当伊南娜来到埃列什基伽勒王座面前的时候已经是浑身赤裸，最后她在冥界七判官的死亡注视下死去。下冥界並不代表伊南娜墮落，因為在蘇美人的觀念裡，「冥界」並不是地獄或是懲罰性質的場所，而是所有人和神死亡以後一定會到的世界。在那個世界裡人們會因為生前的作為而得到相對應的待遇與地位，神也依然是神，只是無法回到人間。
伊南娜下冥界有巴比倫版《伊絲塔下冥界》和蘇美版《伊南娜和杜木茲》這兩個版本。在文中，當伊南娜來到冥界大門外，被冥界守門人質問時，她這樣回答：
當她到達冥界的外部大門時，她宣布了自己的身份。奈提，冥界的首席守門人，沒有認出她，並問她是誰。
Arriving at the outer gates of the underworld, she announced herself. Neti, the chief gatekeeper of the underworld, did not recognize her and asked who she was.
她回答說：“我是伊南娜，天界的女王，我在前往東方的路上。”
She replied: "I am Inanna, Queen of Heaven, On my way to the East."
奈提的語氣裏滿是懷疑。“如果你真的是伊南娜，天界的女王，那你在去往東方的路上，你的心為何還要引導你去走這一條不歸之路呢？”
Neti was skeptical. "If you are truly Inanna, Queen of Heaven, On your way to the East, Why has your heart led you on the road from which no traveler returns?"
伊南娜回答說：“因為我的姐姐埃列什基伽勒。她的丈夫，古伽兰那去世了。我是前來參加葬禮的。”
Inanna answered: "Because of my older sister, Ereshkigal. Her husband, Gugalanna has died. I have come to witness the funeral rites."

#### 巴比倫版：《伊絲塔下冥界》
主角為伊絲塔，其丈夫名為塔木茲（Tammuz，就是杜木茲）。巴比倫版中，伊絲塔下冥界是為了要追隨死亡的丈夫，不過最後沒有辦法將塔木茲完全帶回陽間，每年塔木茲還是要在陰間待一段時間。

#### 蘇美版：《伊南娜和杜木兹》
蘇美版的故事中並沒有提到伊南娜為什麼要去陰間，有以下幾種說法：
- 去挑衅身为冥界女王的姊姊埃列什基伽勒（Ereckigala），企圖將自己的統治範圍擴大到冥界。因為蘇美神話中的伊南娜本性不羈、大膽、精力旺盛而且好戰。
- 向陰間之王，同時也是伊南娜的姊夫古伽兰那（Gudgalana）討謝禮，因為她之前在古伽兰那的葬禮上獻祭了美酒，但是這個說法過於牽強。
- 杜木兹在夏季時（約六、七月間）會死亡，並被帶到冥界，伊南娜降到冥界將他帶了回來，類似巴比倫版。
- 杜木兹為了保證土地的豐饒而成為伊南娜的丈夫；但後來他觸怒了妻子，於是伊南娜罰他每年要有六個月留在冥界，因此造成嚴熱的夏季；直到秋天，蘇美人的新年到來時他才能回來，他們兩個的結合可促使萬物滋長、大地繁荣。

簡單地說，蘇美神話中的伊南娜下陰間是為了找姊姊和姊夫的麻煩。伊南娜放棄了地上的權力和居所，帶着七種神聖的力量，穿戴着頭巾、假髮、青金石項鍊、珠串、「帕拉裝（pala dress，蘇美的婦女裝）」，染眉膏、胸飾、金戒指等裝備和首飾，還帶了一隻青金石手杖，这些首飾代表着伊南娜的所有力量和權力。
伊南娜到了冥界的第一座門口時，守衛奈提（Neti）進去通報他的女主人埃列什基伽勒，埃列什基伽勒對於伊南娜的到來很不高興，但仍然吩咐守衛放她進來。只是每進去一層，守衛就要取走一件她身上所穿戴的首飾，最後當伊南娜見到姊姊時，已經一絲不掛、法力盡失。這部分與蘇美喪葬習俗中，給死者穿戴首飾以賄賂陰間守衛及審判者一致。最後，伊南娜終於見到了姊姊，并把她趕下冥界的王座自己坐了上去。冥界的七判官用死亡凝視緊緊盯着伊南娜。他們對她吼叫，那是重罪之叱。隨後埃列什基伽勒喚來六十個惡靈攻擊伊南娜，最後她死在了冥界，屍體被吊挂在大殿墙壁的銳鉤上。
埃列什基伽勒憎恨妹妹似乎不是只出現在這個情節裡，她被認為是神界中的異類，既不能離開自己所統治的陰間，活着的眾神也不能前去拜訪她，否則一旦下到陰間就无法再返回人間。伊南娜象徵愛與豐饒，和掌管死亡的冥界女王埃列什基伽勒正好完全相反，她们是不共戴天的死對頭。
三天三夜後，伊南娜的侍女寧舒布爾（Ninshubur）遵從女主人出發前的指示，前往恩利勒（Enlil）、南納（Nanna）和恩基（Enki） 的神廟，請求他們拯救愛之女神。前面兩個神拒絕提供援助，但是恩基卻答應了。恩基創造出兩個無性的生物，名喚嘉拉圖拉（Galatura）與庫雅拉（kurjara），讓他們前去陰間拜訪埃列什基伽勒，向她索要伊南娜的屍體。当他们来到冥界大殿时，埃列什基伽勒正在发病，他们同情痛苦的埃列什基伽勒并帮助了她，作为回报他们得到了伊南娜的尸体，並賦予其食物和生命之水，於是伊南娜便復活了。當伊南娜走出冥界的七道大門時，奈提將她被奪取的首飾一一歸還給了她，伊南娜又得以重返陽間，大地一片欣欣向榮。
即便如此，埃列什基伽勒的惡鬼仍然纏着伊南娜不放，非要找個替死鬼不可。回到人間的伊南娜一行人首先遇到寧舒布爾，但伊南娜認為是她救了自己一命，所以拒絕讓寧舒布爾替死。接着他們又遇到了伊南娜的美容師卡拉（Cara），他正在為伊南娜服喪。鬼魂想要帶走卡拉，但是愛美的伊南娜又拒絕了，後來遇到同樣在服喪的盧拉（Lulal），伊南娜也不肯放人。
最後遇到了伊南娜的丈夫，牧者國王杜木茲（Dumuzi），他看起來絲毫沒有為妻子的死而難過，反而穿着華服正在享受。伊南娜十分生氣，於是決定把丈夫公送給埃列什基伽勒，以做為對他的懲罰。但是象徵水的杜木兹並未整年住在冥界，而是與他的姊姊盖什提南娜（Gestinanna）共同分擔，在冥界各待半年。
这也被当作是圣经故事里莎乐美的七层纱舞的来源。

#### 伊南娜下冥界的隱喻
「伊南娜下冥界」的故事，很可能就是四季。植物的生長週期，也就是四季的遞嬗，伊南娜去到陰間的時候，植物就停止生長，動物不再繁殖，也就是「冬天」。學者黛安‧渥克丝丹認為恩基派遣到陰間的兩個無性生物，其實就是讓植物復活的「水」和「肥料」，也就是他們帶去獻給伊南娜的禮物本身。

### 伊南娜與其他國王
雖然伊南娜時常與暴力、放蕩畫上等號，但其實女神也有善良的一面。有一次，亞述國王巴尼拔在出征前來到伊南娜的神廟向女神祈禱，女神則讓他不要擔心。「我是仁慈的女神，我的仁慈與你所祈禱的雙手一樣高，與你眼中的淚水一樣多，不要害怕，我不會背棄崇拜我的人，我將讓你所向披靡。」於是第二天開戰之時，伊南娜降臨到亞述的軍隊之中，率領士兵打敗埃蘭軍隊，甚至還擒拿了埃蘭國王尤特曼。
如同巴尼拔一般的故事還有許多，在蘇美國王恩麥卡爾、英雄王吉爾加美什等人的故事中，都能看到女神樂於幫助人類的一面，甚至還曾經獎賞了成功到達女神神殿的人。大洪水過後人類重新繁衍起來，建造了一座叫基什的城市。為了管理眾人，天神們決定將王權贈送給人類，安努指示伊南娜，讓她物色出一位能勝任國王之位得人選。女神晀望大地，四處考察後，發現有位名叫埃塔納的牧羊人用十分厲害的手法管理數量龐大的羊群，於是選擇了他。經過安努的認可之後，眾神終於將王冠與王都從天上送下來。
埃塔納不負眾望，將王國治理的非常優秀，但是他與皇后多年來都沒有子女，這讓他非常苦惱。於是太陽神烏圖決定幫助他，遵照烏圖的指示救下了一隻老鷹之後，烏圖讓老鷹載著國王，前去伊南娜女神的宮殿中尋找生育草來讓他有個孩子。經歷千辛萬苦過後，埃塔納終於抵達天堂之門，成功到了女神的面前，女神也沒有虧待他，不僅賜予了他生育草，還送給了他長壽，根據蘇美王表，埃塔納活了長達一千六百年之久，繼位者則是他的孩子，名叫巴力赫。

## 伊南娜與安努
安努是整個美索不達米亞神話系統中最初的眾神之主，其主城和伊南娜同樣是在烏魯克，加上伊南娜的名字其實就是安努的陰性形名字，因此對於兩者之間的關係有以下幾種說法：
- 伊南娜是安努的女兒，曾經為她降過天之牛（英语：Bull of Heaven）懲罰吉爾迦美什（詳見伊絲塔）。
- 伊南娜是安努的伴侶，但是伊南娜花名在外，卻沒有安努爭風吃醋的故事紀錄。
- 伊南娜是安努的陰性型變化形態，兩者其實是同一個神。

## 現代應用
於Fate/Grand Order、解神者、神魔之塔、神之浩劫和地城邂逅等眾多富含元素的神話遊戲中出現。

## 備註
1. ↑  在其他神话中也有同样的例子，例如北欧神话的弗雷和弗蕾亚，埃及神话的俄西里斯和伊西斯，希腊神话的阿波罗和阿耳忒弥斯，美索不达米亚神话的沙玛什和伊絲塔，迦南神话的巴力和阿纳特（或者是阿斯塔蒂），中国神话的东王公和西王母以及伏羲和女娲，日本神话的伊邪那岐和伊邪那美等。